# 사리 에사야

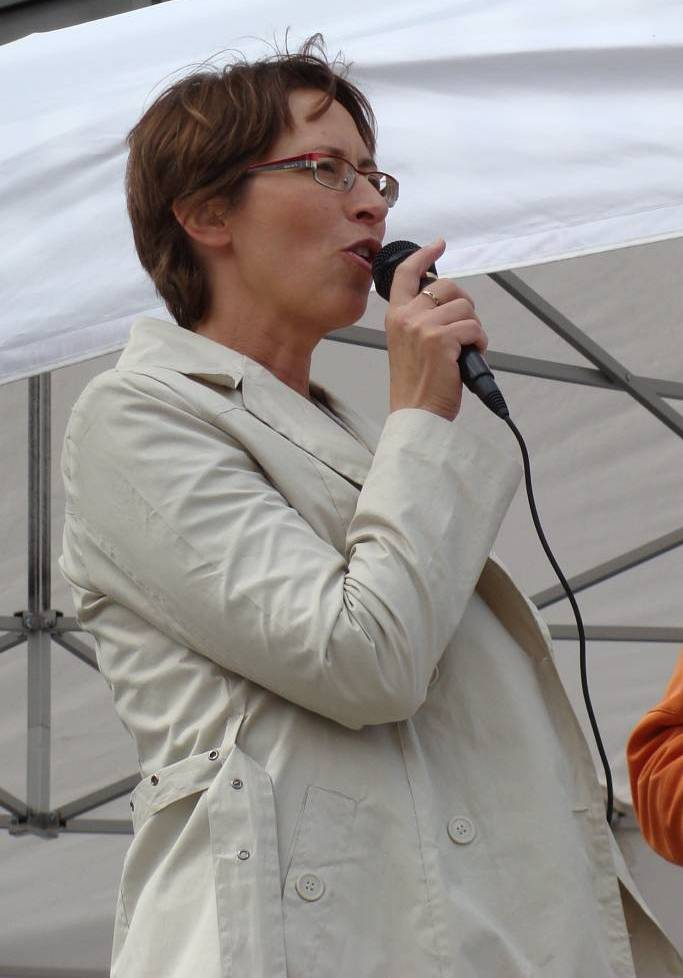
사리 에사야

사리 미리암 에사야(핀란드어: Sari Miriam Essayah, 1967년 2월 21일 동수오미주 하우키부오리(현재의 남사보 지역 미켈리) ~ )는 핀란드의 전직 경보 선수이자 정치인으로, 전직 유럽 의회 의원이자 현직 핀란드 국회의원이다. 현재 기독교민주당의 대표를 역임하고 있다.
그의 아버지는 모로코 출신이다. 운동 선수 시절에는 5,000m 및 10,000m 경기에 주력했는데, 후자의 경우 1993년 세계 육상 선수권 대회와 1994년 유럽 선수권 대회에서 우승했다. 7번이나 국가 대표로 뛴 기록이 있는데, 이는 현재도 유효하다.
은퇴 후 2003년 기독교민주당 소속 국회의원으로 당선되어 정계에 입문했다. 2007년 재선에 도전했으나 낙선했으며, 이후 2009년까지 기독교민주당 당서기를 역임했다. 2009년 유럽 의회 의원으로 당선되었다. 2014년 재선에 도전해 61,000표를 얻었으나 낙선했으며, 이로서 기독교민주당은 유럽 의회 의석을 두지 않게 되었다.
2012년 대통령 선거에 출마했으나, 2.47%를 득표해 꼴찌를 기록했다. 2015년 총선에서 11,000표를 획득해 새로 구성된 사보니아-카렐리아 선거구의 국회의원으로 당선되었다. 이후 기독교민주당 원내부대표로 선출되었으며, 8월 10년의 정치 인생을 마무리하며 은퇴한 빼이비 래쌔넨의 후임 당대표로 선출되었다.

## 역대 선거 결과
| 선거명      | 직책명          | 대수 | 정당         | 득표율 | 득표수   | 결과 | 당락 |
| ----------- | --------------- | ---- | ------------ | ------ | -------- | ---- | ---- |
| 2012년 선거 | 핀란드의 대통령 | 12대 | 기독교민주당 | 2.47%  | 75,744표 | 8위  | 낙선 |
| 2024년 선거 | 핀란드의 대통령 | 13대 | 기독교민주당 | 1.48%  | 47,847표 | 7위  | 낙선 |